# 崔瓘 (清河)
崔瓘，字汝器。祖父崔倕，父亲是崔邠（或误作其弟司农卿崔酆）。官至吏部尚書。
子崔彥融，字應求，萬年令。崔彥融子崔协。
据《薛崇墓志》，崔瓘出任潼关防御使，任秘书省正字薛崇为幕僚，除授四门博士、集贤校理，移任鄂岳观察使后又向宰相魏谟奏其为试大理评事、鄂岳观察判官，崔瓘被张毅夫接任后，薛崇被张毅夫留用。但崔瓘并无出任鄂岳观察使的记载，被张毅夫接任的鄂岳观察使当为其堂弟崔瑶。故墓志所载崔瓘或为崔瑶之误。